# Berlin-Französisch Buchholz
Französisch Buchholz, ook kortweg Buchholz genoemd, is een stadsdeel van Berlijn en behoort tot het district Pankow.

## Ligging
Het stadsdeel ligt in het noordoosten van de Duitse hoofdstad en grenst in het westen aan Blankenfelde, in het noorden aan Buch in het oosten aan Karow, in het zuidwesten aan Blakenburg en in het zuidwesten aan Niederschönhausen en Rosenthal.

## Geschiedenis

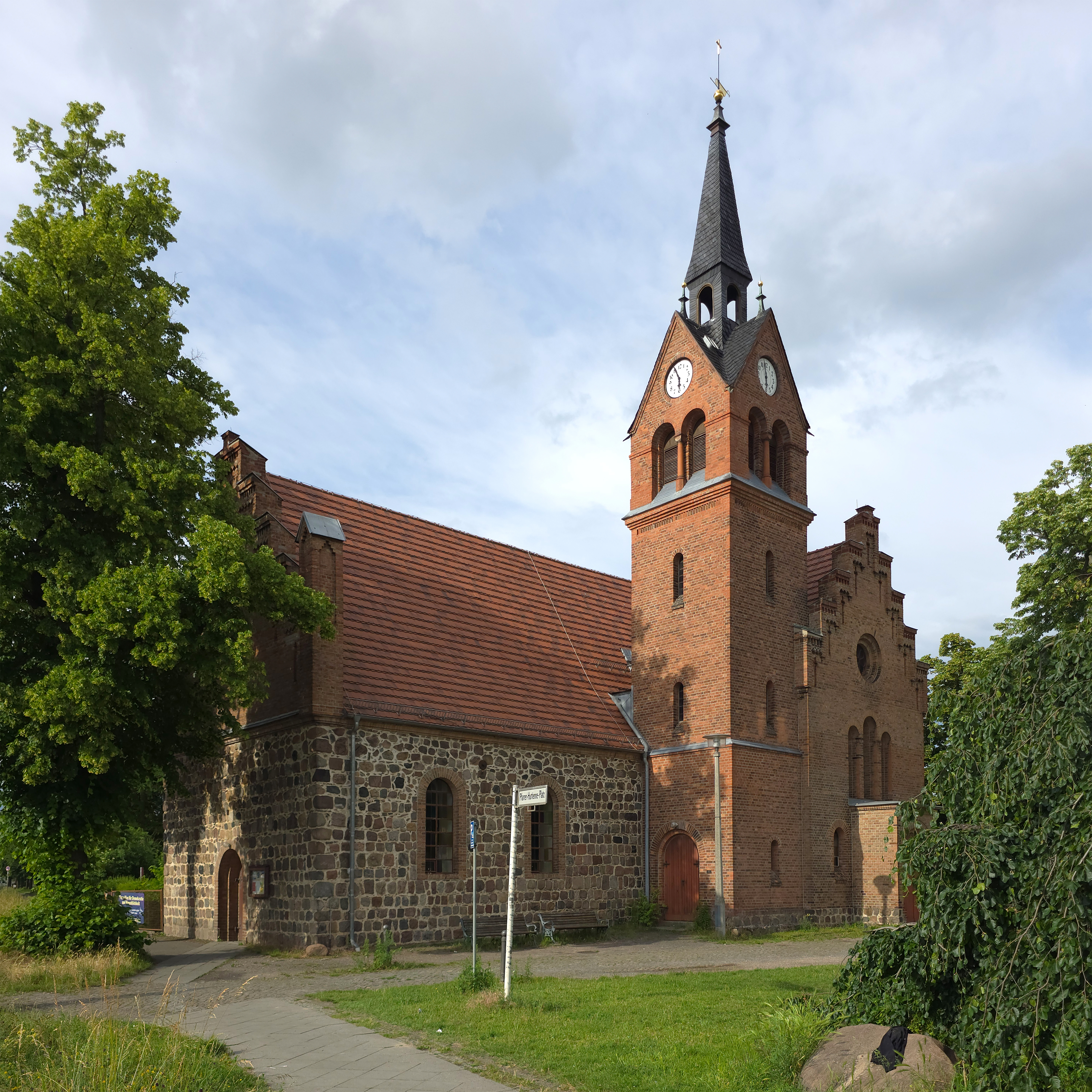
Dorpskerk

Het dorp Buchholz wordt voor het eerst vermeld in een oorkonde uit 1242. Aan het einde van de 17e eeuw vestigden zich uit Frankrijk afkomstige hugenoten in het dorp, waardoor de naam Französisch Buchholz ontstond. In 1817 werd de naam Französisch-Buchholz officieel. In 1860 kreeg Französisch-Buchholz een paardentramverbinding met het centrum van Berlijn. In 1913 wijzigde de naam aan de vooravond van de Eerste Wereldoorlog, toen er al een anti-Franse ressentiment was de naam in Berlin-Buchholz. Bij de vorming van Groot-Berlijn in 1920 werd het dorp geannexeerd door de Duitse hoofdstad en bij het district Pankow gevoegd. In de jaren 1990 breidde Französisch Buchholz uit naar westen, waar een kleine 3000 nieuwe woningen werden gebouwd. De oude kern van het brinkdorp bevindt zich rond de kerk aan de Hauptstraße. Het historische dorp, maakt onderdeel uit van Barnim (streek). Pas in 1999 kreeg de plaats terug de oude benaming Französisch Buchholz. 

## Verkeer
Französisch Buchholz ligt aan snelweg 114, een toevoerroute van de Berlijnse Ring. Een tramlijn verbindt het stadsdeel met het centrum van Pankow en met Wedding. De S-Bahn (lijnen S2 en S8) stopt in het station van Blankenburg, net buiten de grenzen van Französisch Buchholz.